# Bündner Prädikantenstreik von 1790
Der Bündner Prädikantenstreik von 1790 war eine Arbeitsverweigerung der Pfarrer (Prädikant seinerzeit in Graubünden Oberbegriff für alle Geistlichen im Predigtdienst) der reformierten Bündnerkirche. Beschlossen wurde der Streik auf der evangelisch-rätischen Synode in Ardez im Unterengadin im Juni 1790. Er fand sein Ende, als im Herbst des Jahres die Evangelische Session des Bündner Bundestags positiv auf die Forderungen der Streikenden einging.

## Vorgeschichte
Die reformierten Geistlichen Graubündens lebten seit der Reformation neben einem zumeist sehr bescheidenen Gehalt von Pfründen. Hinzu kam eine teilweise krasse Differenz der Vergütung je nach Region. Die traditionelle Bündner Gemeindeautonomie erlaubte keine von oben verordnete Vereinheitlichung. Zahlreiche Pfarrer waren gezwungen, Nebentätigkeiten nachzugehen und z. B. Landwirtschaft zu betreiben. Selbst "weltliche" Sonntagsarbeit mancher Pfarrer zur Existenzsicherung war keine Seltenheit.

## Beginn
Die Initiative zu einer Verbesserung der Entlöhnung ging aus von dem Igiser Pfarrer Lorenz Florian Aliesch, der die «Gesellschaft landwirtschaftlicher Freunde in Bündten» mitbegründet hatte und allgemein die Lebensverhältnisse im Freistaat der Drei Bünde verbessern wollte.
Er prangerte namentlich die Verhältnisse im Unterengadin an, wo Pfarrlöhne von nur 200 Gulden jährlich nicht selten waren. Zum Vergleich: die kleinste Pfarrstelle der reformierten Deutschschweiz wurde seinerzeit mit 675 Gulden vergütet.

## Inhalt des Streikbeschlusses

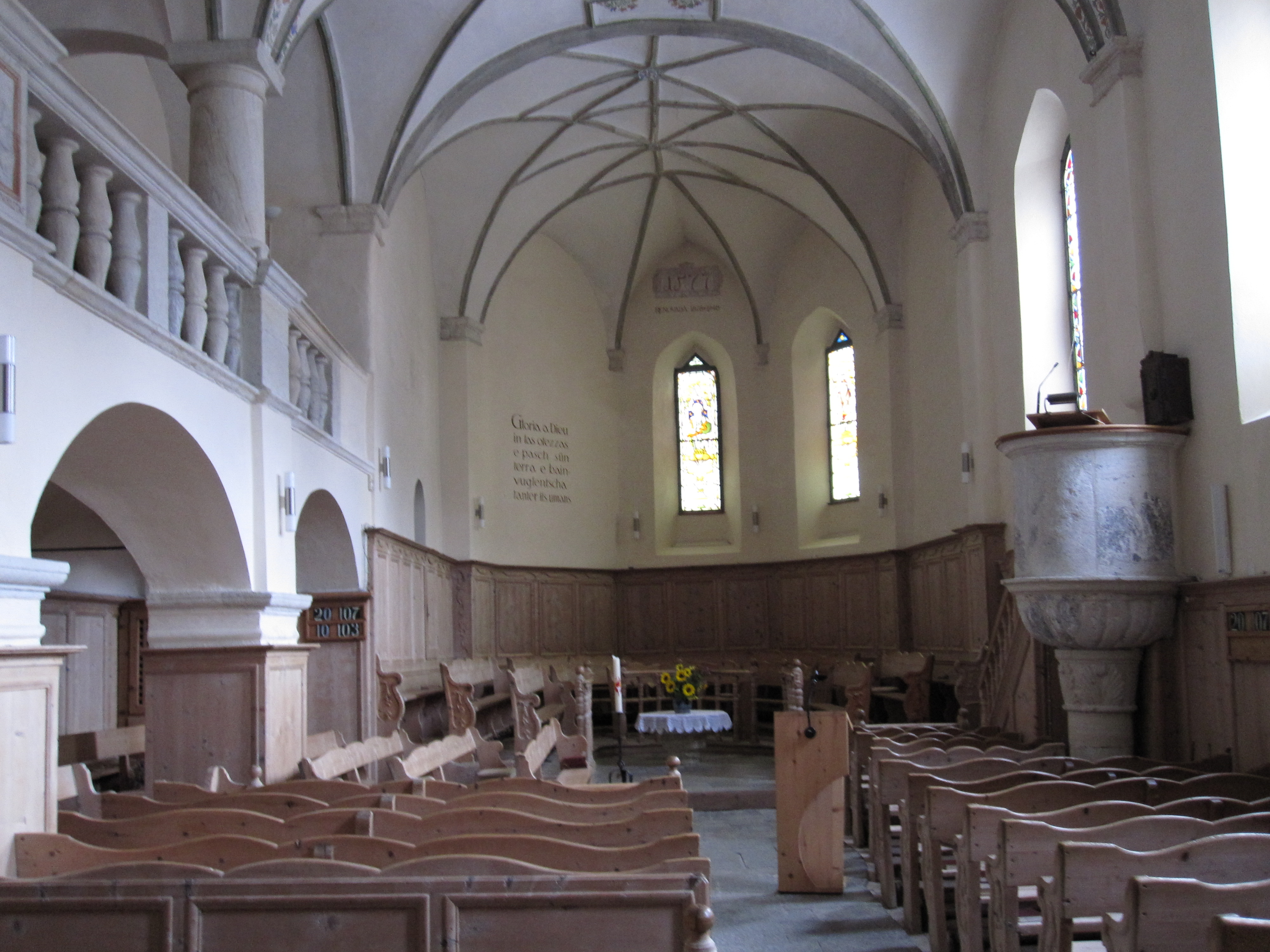
Ardezer Kirche, wo die Synode den Streikbeschluss fasste

Auf der Ardezer Synode 1790 wurde von der Pfarrerschaft grossmehrheitlich und bei Strafe des Ausschlusses von Abweichlern beschlossen, den Kirchgemeinden bis zum Andreastag (30. November) zu künden, sofern nicht bis dahin die Löhne – je nach Gemeindegrösse in vier Kategorien eingeteilt – auf 250 bis 500 Gulden angehoben würden.

## Ende und Ergebnis
Die Evangelische Session des Bündner Bundesrates behandelte das Geschäft im Herbst des Jahres und äusserte sich wohlwollend gegenüber dem Grundanliegen der Pfarrer. Dies führte dazu, dass mehr als ein Drittel der Kirchgemeinden ohne gesetzliche Nötigung ihren Pfarrpersonen Gehaltserhöhungen zusprachen oder vermehrt Naturalien zukommen liessen. Nur wenige Pfarrer hatten ihre Arbeit niedergelegt. Die anfängliche Entrüstung der Laien über die angedrohte Arbeitsniederlegung wich in den meisten Fällen einem Verständnis für die prekäre Situation.
Die Legatenkasse der evangelischen Session wurde fortan häufiger benutzt zur Unterstützung verarmter Geistlicher oder zur Subventionierung kirchlicher Anlässe. So mussten von 1796 an die Pfarrer die Reisespesen zu den jährlichen Synoden nicht mehr selbst bezahlen. Für diesen Zweck wurde der Pfarrerschaft ein Gesamtbetrag von 300 Gulden zur Verfügung gestellt.
Pfarrer Aliesch war in Igis weniger Glück beschieden. Die Gemeinde wollte von einer Lohnverbesserung nichts wissen und erzwang seinen Fortgang. Er nahm einen Ruf nach Churwalden an, wo er im Alter von noch nicht 50 Jahren 1794 starb.